# Rúmil Lórienski
Rúmil Lórienski je izmišljen lik iz Tolkienove mitologije, serije knjig o Srednjem svetu britanskega pisatelja J. R. R. Tolkiena.
Je Haldirin brat, silvan - gozdni vilin iz Lóriena. Na njega naleti bratovščina prstana, ko beži iz Morie.